# Communauté apostolique Saint-François-Xavier
Pour les articles homonymes, voir Saint-François-Xavier et SFX.
La communauté apostolique Saint-François-Xavier est une société de vie apostolique féminine fondée en 1911 par Madeleine Daniélou. Au regard de la loi française, cette communauté est reconnue comme une congrégation. Cette communauté est destinée à accueillir des femmes consacrées et enseignantes ; son objectif était originellement de dispenser aux filles le même enseignement que celui donné aux garçons, alors que les programmes étaient alors le plus souvent différents.
Ses membres se nomment les « sfx » (prononcer sfix), d'après les initiales de « saint François Xavier ». La plupart d'entre elles vivent dans des établissements scolaires ou des centres périscolaires qu'elles animent en y assumant diverses responsabilités, dans la ligne éducative de Madeleine Daniélou.
Les sfx sont aujourd'hui au nombre de quelques dizaines, réparties dans plusieurs pays.

## Historique

### Fondation
Alors qu'elle est étudiante, Madeleine Daniélou, voyant une de ses amies d'études perdre la foi, estime nécessaire de fonder une "école normale" pour des jeunes filles catholiques. C'est ce projet qu'elle commence à mettre en œuvre en 1906 en ouvrant avec Mlle Desrez une "École normale catholique" puis, à la suite de divergences de vues avec Mlle Desrez, "l'École normale libre" en 1907.
En 1909, elle demande au prêtre jésuite Léonce de Grandmaison d'assurer des conférences spirituelles pour les élèves de l'école, puis de la conseiller elle-même, ce qu'il fait jusqu'à sa mort, d'abord sur le plan spirituel puis en l'aidant à prendre des décisions concernant l'École normale libre. Léonce de Grandmaison exercera une influence décisive sur la spiritualité de la communauté, tout comme, plus tard, Jean Daniélou, fils de Madeleine Daniélou.
En constatant la déchristianisation de la société et de l'enseignement, Madeleine Daniélou souhaite ouvrir aussi des écoles secondaires libres pour jeunes filles. Quelques élèves de l'École normale libre se rassemblent autour d'elle, et, en 1910, un petit groupe d'étudiantes décide de former une association spirituelle liée à ce projet et se donne un règlement provisoire. Dans un contexte sociopolitique où les congrégations enseignantes sont interdites, l'idée n'est pas de fonder une congrégation ; la nouvelle association évite toute référence au vocabulaire religieux. Mais le règlement prévoit une vie spirituelle (oraison et messe quotidienne, retraite annuelle...) et des études religieuses (théologie, études bibliques...). En mars 1912, Madeleine Daniélou lit une biographie de François Xavier et choisit de donner le nom de ce saint à l'association.
En décembre 1912, elle loue le couvent des Dames augustines de Neuilly-sur-Seine pour y installer à la rentrée 1913 l'Université libre de jeunes filles, qui regroupera l'École normale libre et un collège d'enseignement secondaire. La rentrée 1913 est précédée par la retraite annuelle du petit groupe, qui porte maintenant le nom d'association Saint-François-Xavier. À la fin de cette retraite, les membres de l'association prononcent un acte d'offrande, c'est-à-dire une prière où elles se donnent au service de Dieu : leur vie n'est pas une vie religieuse avec règle, clôture et habit, mais implique le célibat, l'obéissance, le partage des biens et la vie en communauté.
En février 1915, Madeleine Daniélou pense avoir avec les membres de l'association "une vocation à accomplir plus encore qu'une œuvre à réaliser". Ayant demandé, avec Léonce de Grandmaison, l'avis d'un théologien et l'approbation de l’archevêque de Paris, le cardinal Amette, Madeleine Daniélou propose à toutes celles qui font partie de l'association depuis plusieurs années de faire ce vœu de consécration apostolique qu'elle envisageait pour elle. Prononcé pour la première fois le 29 septembre 1915, c'est aujourd'hui encore le vœu des sfx, de façon temporaire d'abord puis, après au moins sept ans passés dans la communauté, de façon perpétuelle : "Pour répondre à l'appel de Notre Seigneur, je fais vœu au Dieu tout-puissant de consacrer ma vie au service de mes frères dans la Communauté apostolique Saint-François-Xavier (pour toujours)."

### Les écoles Charles-Péguy
En 1929, Madeleine Daniélou a la certitude que la communauté doit se lancer dans quelque chose de nouveau, au service de l'éducation en milieu ouvrier. Une sfx, Marie Comeau, est chargée de conduire ce projet. En 1931, elle ouvre une École normale primaire à Meung-sur-Loire pour former des institutrices, puis en 1933 la première école Charles-Péguy à Courbevoie. C'est une école primaire entièrement gratuite - le financement est assuré par les collèges Sainte-Marie et des dons - qui accueille tous les enfants sans distinction religieuse. Par la suite, d'autres écoles Charles-Péguy sont fondées en banlieue parisienne.
Parmi les institutrices formées à l'École normale de Meung-sur-Loire, certaines rejoignent les écoles Charles-Péguy. Recevant une formation dans la spiritualité de la communauté, elles en forment une nouvelle branche. Par la suite, la distinction entre les deux branches s'est estompée, de sorte qu'aujourd'hui les sfx ne sont pas "spécialisées" dans les collèges Sainte-Marie ou les écoles Charles-Péguy et peuvent être envoyées dans les uns ou les autres, en maintenant les spécificités de chaque établissement.

## Implantations

### Depuis l'origine

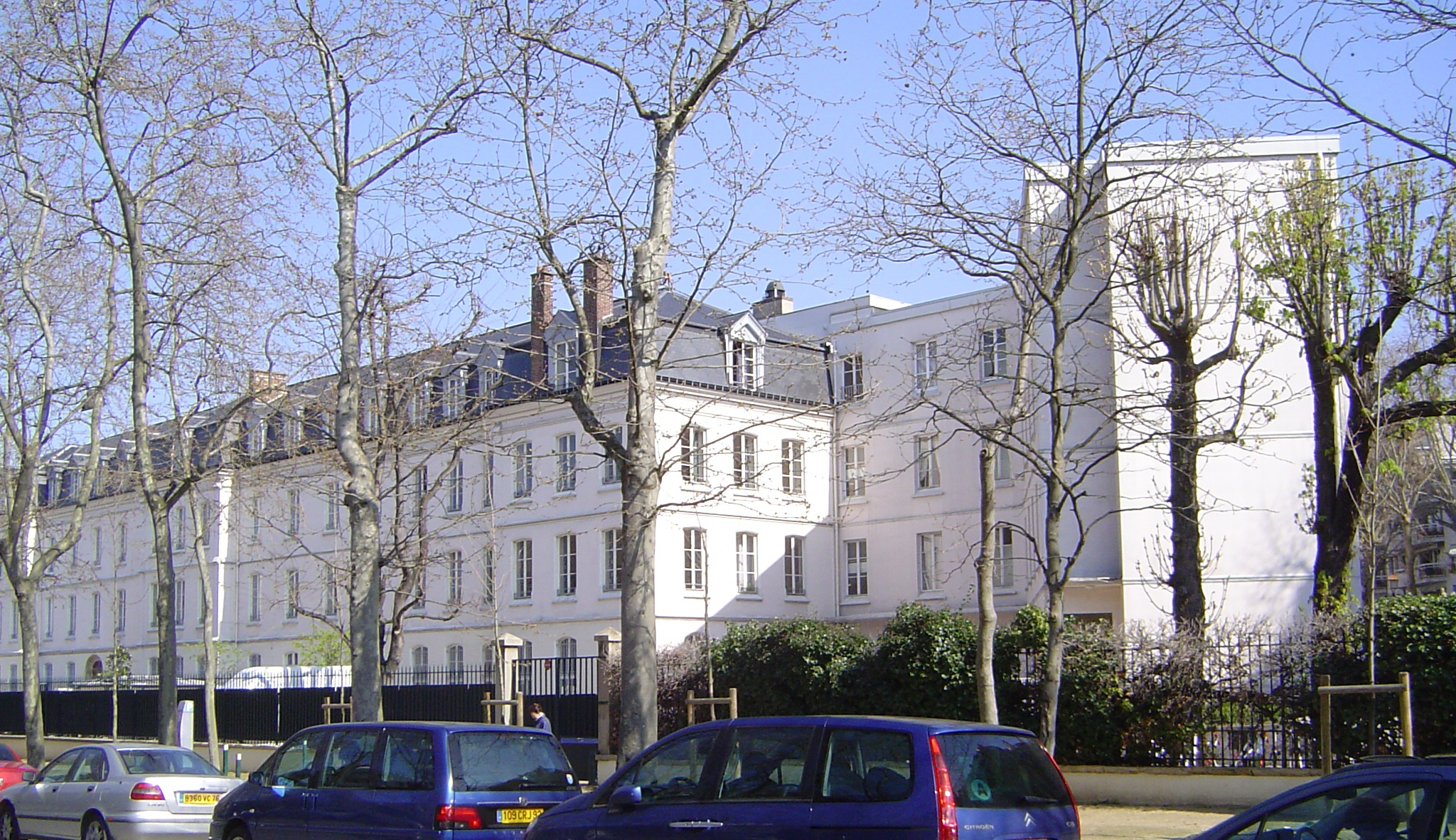
Collège Sainte-Marie à Neuilly-sur-Seine.

Après l'école normale libre (1907) à laquelle s'est adjoint le collège Sainte-Marie de Neuilly (1913), plusieurs collèges « Sainte-Marie » s'ouvrent à Paris, puis ailleurs en France et en Afrique, ainsi que des écoles Charles-Péguy : en 1936 à Bobigny (Seine-Saint-Denis), et en 1941 à Paris XIe, le collège agricole de Boissay à Fougères-sur-Bièvre (Loir-et-Cher) en 1946, l’école Charles-Péguy de Montreuil (Seine-Saint-Denis) en 1949, Sainte-Marie de Blois en 1953, Sainte-Marie de Passy en 1938, transféré en 1970 à Rueil-Malmaison sous le nom de Centre Madeleine-Daniélou, Sainte-Marie des Invalides (1952-1980, aujourd'hui lycée Paul Claudel-d'Hulst), le lycée Sainte-Marie de Cocody à Abidjan (Côte d’Ivoire) en 1962, l’école Charles-Péguy de Rueil-Malmaison (Hauts-de-Seine) en 1968, le collège Mô Fant à Dapaong, Togo en 1970.
Les collèges Sainte-Marie accueillent les élèves à la fois en primaire et secondaire. Le programme d’enseignement de ce premier collège s’inspirait du programme des lycées de garçons, alors différent de celui des lycées de filles.

### Implantations en 2013
La communauté sfx est présente :
- en France :
  - à Bobigny : établissement Charles-Péguy[5] ;
  - à Garges-lès-Gonesse : centre Charles-Péguy (centre périscolaire) ;
  - à Neuilly-sur-Seine : établissement Sainte-Marie de Neuilly, ouvert en 1913[6] ;
  - à Paris, 80 avenue Parmentier : établissement Charles-Péguy[7] ;
  - à Rueil-Malmaison : centre Madeleine-Daniélou[8] ;
  - à Blois : école, collège et Lycée Sainte Marie de Blois
  - à Fougères sur Bièvre le LEAP Boissay
- en Italie à Milan : Collegio Universitario
- en Corée du Sud où la communauté est implantée depuis 1982[9] : Lycée International Xavier, à Séoul, créé en 2002[10] ;
- en Côte d'Ivoire : anciennement le lycée Sainte-Marie d'Abidjan, aujourd'hui laïc et appartenant à l'État ivoirien ; centre Saint-François-Xavier ;
- au Tchad : centre Emmanuel, pour collégiens et lycéens, à N'Djaména[11].

Ensemble, ces établissements, de tailles diverses, forment le réseau des « Centres Madeleine-Daniélou ». Plusieurs d'entre eux ont été fermés, comme Sainte-Marie des Invalides et Sainte-Marie de Passy.
Deux sfx sont professeurs d'université : Marguerite Léna au collège des Bernardins et Isabelle Bochet au Centre Sèvres.

## Publications

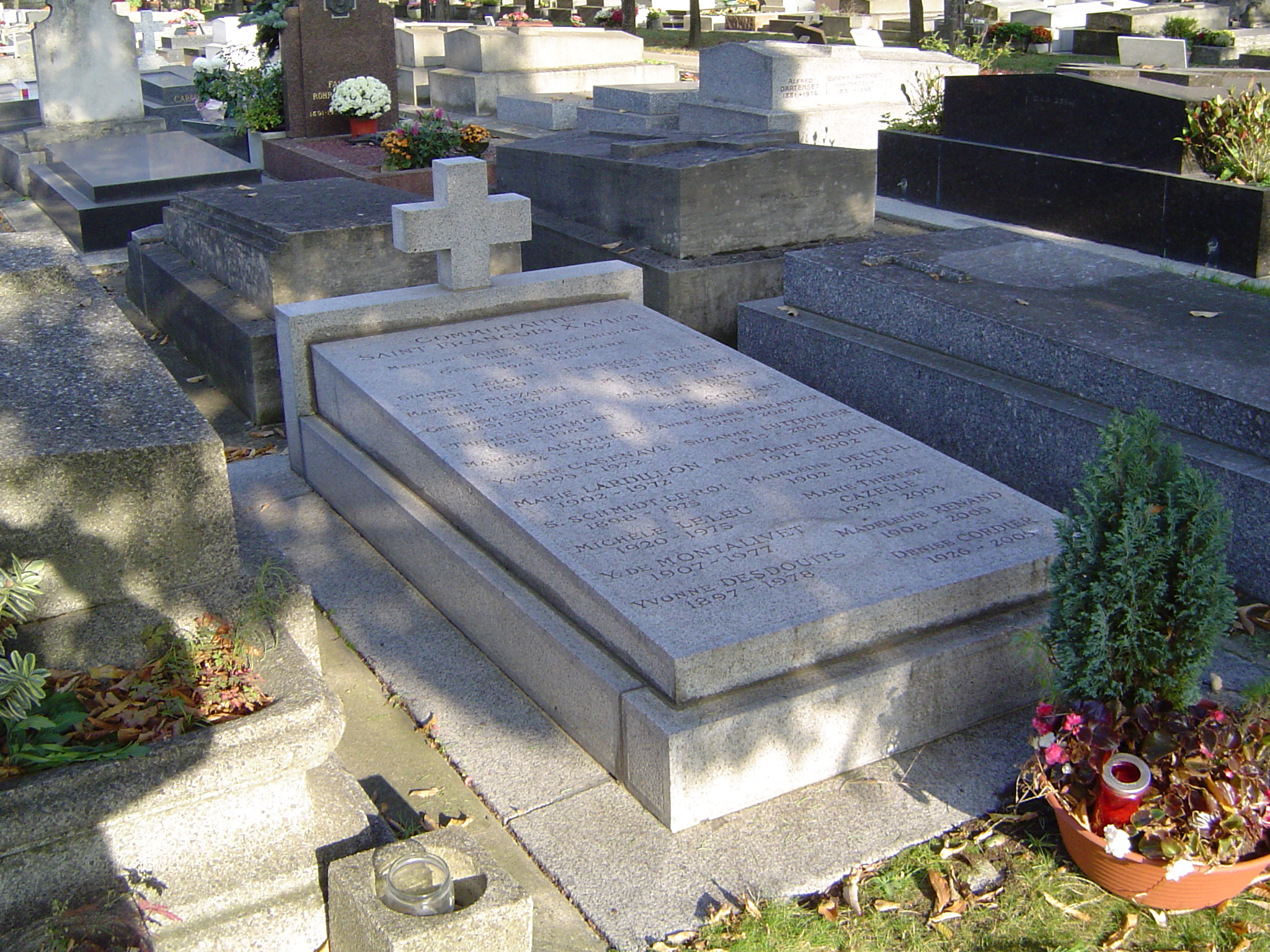
Tombe de la communauté au cimetière nouveau de Neuilly-sur-Seine (Puteaux).

### Œuvres de Madeleine Daniélou
- Madeleine Daniélou, Œuvres complètes, 3 tomes, Paris, Cerf, 2011  (ISBN 978-2-204-08574-8) (vol. 1) ;  (ISBN 978-2-204-09484-9) (vol. 2) ;  (ISBN 978-2-204-09485-6) (vol. 3)

### Œuvres de membres de la communauté
- Marie-Thérèse Abgrall, sfx
  - Prier 15 jours avec Madeleine Daniélou, Nouvelle cité, 2001
  - La source intérieure, Bayard culture, 2007
- Blandine Berger, sfx, Madeleine Daniélou, 1880-1956, Cerf Histoire, 2005
- Christiane Conturie, sfx, Enseigner avec bonheur : pédagogie et spiritualité, Parole et Silence, 2004
- Anastasia, dite Assia, Douroff, sfx, La Russie au creuset : Journal d’une croyante à Moscou. 1964-1977, Le Cerf, 1995. C'est elle qui a fait sortir d'Union soviétique les manuscrits de « L'Archipel du Goulag » de Soljenitsyne[13].
- Sabine Laplane, sfx, Prier 15 jours avec Frère Roger, Nouvelle cité, 2008 (traduit en diverses langues)
- Armelle de La Tribouille, sfx :
  - La foi en Jésus-Christ, Cahiers de l’École cathédrale, 1992
  - Trinité et création, Cahiers de l’École cathédrale, 1996
  - L'éducation à la lumière de la révélation, Cahiers de l’École cathédrale, 1996
- Marguerite Léna, sfx
  - Honneur aux maîtres, Critérion, 1991
  - Le passage du témoin : éduquer, enseigner, évangéliser, Parole et Silence, 1999
  - L'esprit de l'éducation, Parole et Silence, 2004
  - Collectif, La lettre de l'esprit : mélanges offerts à Michel Sales, Parole et Silence, 2005
  - Collectif, Lettre aux catholiques troublés, Bayard, 2009
  - Une plus secrète lumière : méditations pour l'année liturgique, Lethielleux, 2010
  - Patience de l'avenir, Petite philosophie théologale, Lessius, 2012
- Patricia Lebrun, sfx, 
  - Logique sans bosse, deux albums pédagogiques, pôle Archimède, 1997
  - CD : Au souffle de l'Esprit, musique liturgique composée par Patricia Lebrun, enregistrement réalisé à l'abbaye de Ligugé, sous la direction de Caroline Gaulon, 2008
  - Hymnes de la Création, chant liturgique, édition Europart, Ligugé, 2012
- Michèle Leleu, sfx :
  - Très nombreux articles parus dans la revue « Les Cahiers de Neuilly »(articles parus de 1946 à 1966)
  - Les Journaux intimes, 1952(édité aux Presses universitaires de France)
  - Nombreux articles parus dans la revue « Cahiers Charles Du Bos »(articles parus de 1956 à 1975)
  - « Une météorologie intime », le journal de « Charles Du Bos », 1964( [lire en ligne])
  - Débat : Les visages de la critique depuis 1920(Cahiers de l'Association internationale des études  françaises, no 16,  28 juillet 1964, [lire en ligne])
  - Autorité et liberté dans l'éducation, 1966(in Rythme66, revue de l'École supérieure des sciences commerciales d'Angers)
  - Permanence de Charles Du Bos[14], 1976(actes du colloque de Cerisy-la-Salle de juillet 1972,  (ISBN 2-220-02065-7), édité de façon posthume chez Desclée de Brouwer)
  - Charles Du Bos, Approximation et Certitude, 1976(inachevé,  (ISBN 2-220-02066-5), édité de façon posthume chez Desclée de Brouwer)
- Jacqueline d'Ussel, sfx, Apôtres selon l'Esprit, Parole et silence, 2008
- Odile de Vasselot, sfx :
  - Tombés du Ciel : histoire d'une ligne d'évasion, édité à compte d'auteur en 1999, réédité par les éditions du Félin en 2005.
  - Sous l'occupation... J'avais 20 ans, édité à compte d'auteur, 2000.
  - Lycée Sainte-Marie d'Abidjan, Naissance et premières années, édité à compte d'auteur en juin 2018.

### Divers
- Claude Dagens, de l'Académie française (dir.), Pour l'éducation et pour l'école, Des catholiques s'engagent, avec la participation des sfx : Isabelle Bochet, Christiane Conturie et Marguerite Léna, éditions Odile Jacob, 2007